# کندیس جانسون
کندیس جانسون (انگلیسی: Candace Johnson؛ زادهٔ ۲۸ دسامبر ۱۹۹۳) بازیکن فوتبال اهل پاناما است.
از باشگاه‌هایی که در آن بازی کرده‌است می‌توان به شیکاگو رد استارز اشاره کرد.
وی همچنین در تیم ملی فوتبال Panama بازی کرده‌است.